# Vincent Candela
Vincent Candela (født 24. oktober 1973 i Bédarieux, Frankrig) er en pensioneret fransk fodboldspiller, der spillede som venstre back hos adskillige klubber i Frankrig, Italien og England. Han havde dog størst succes hos AS Roma i den italienske Serie A. Han opnåede desuden 40 kampe for Frankrigs landshold. Dagen i dag er han præsident hos Real Spal.

## Klubkarriere
Candela startede sin seniorkarriere i 1991 i Toulouse FC, hvor han spillede sine første fire professionelle år, inden han i 1995 skrev kontrakt med En Avant Guingamp. Her var har tilknyttet frem til 1997, hvor han flyttede til Italien og skrev kontrakt med hovedstadsklubben AS Roma.
Candela spillede i alt 8 sæsoner hos Roma, og var med til at blive italiensk mester i 2001. Efter at have spillet over 200 kampe for klubben flyttede han i 2005 til England og Premier League, hvor han skrev kontrakt med Bolton Wanderers. Opholdet her blev dog ingen stor succes, og efter kun få måneder i klubben flyttede han atter til Italien, hvor hans nye klub blev Udinese.
Candela spillede i Udinese i en enkelt sæson, inden han i 2006 flyttede til A.C. Siena. Hans karriere sluttede med en udlejning til F.C. Messina, og hans sidste kamp blev spillet den 28. januar 2007.

## Landshold
Candela nåede gennem sin karriere at spille 40 kampe og score fem mål for det franske landshold, som han debuterede for i 1996. Han blev af landstræner Aimé Jacquet udtaget til VM i 1998 på hjemmebane i Frankrig. Candela spillede kun en enkelt kamp under turneringen, men var alligevel med til at vinde verdensmesterskabet. 
To år senere blev Candela også europamester under EM i Belgien og Holland, og han var også en del af landstræner Roger Lemerres trup til VM i 2002 i Sydkorea og Japan.

## Titler
Serie A
- 2001 AS Roma

VM i fodbold
- 1998 med Frankrigs landshold

EM i fodbold
- 2000 med Frankrigs landshold